# كليفلاند ستوكرز
كليفلاند ستوكرز هو نادي كرة قدم أمريكي أٌسس عام 1967.